# José Manalo

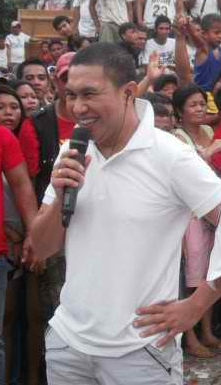
José Manalo

Ariel Pagtalonia Manalo (n. 12 de febrero de 1966, Manila), conocido artísticamente como José Manalo. Es un actor, cantante, comediante y presentador de televisión filipino. Actualmente conduce un programa de televisión llamado "Eat Bulaga" por la red "GMA".

## Carrera
José Manalo participó en una telenovela titulada "Valiente", interpretando solo como uno de los personajes secundarios. Más adelante, comenzó a participar detrás de la escena como asistente de producción del programa "Eat Bulaga". Se convirtió en coanfitrión regular. Su viejo amigo Wally Bayola, también formó parte de este espectáculo y se convirtieron ambos en un dúo cómico. Participaron en varias comedias difundidas por la red GMA, como "Daddy Di Do Du", protagonizada por Vic Sotto. En el 2010, José Manalo informó a la red TV5 (anteriormente ABC 5), participar en otra comedia titulada "My Darling Aswang" o "Pasión Aswang" con Vic Sotto y Ritchie Reyes (también conocido como Ritchie D' Horsie). Más adelante condujo su segundo programa de televisión difundida por la red TV5, llamado "Boyoyongs", que fue difundido a partir de 1992.

## Filmografía

### TV shows
| Televisión   | Televisión                                            | Televisión                   | Televisión  |
| ------------ | ----------------------------------------------------- | ---------------------------- | ----------- |
| Año          | Título                                                | Personaje                    | Canal       |
| 1995         | Valiente                                              | Cameo                        | GMA Network |
| 1996–present | Eat Bulaga!                                           | Himself/Co-Host/Performer    | GMA Network |
| 2001-2007    | Daddy Di Do Du                                        | Val                          | GMA Network |
| 2004         | Love To Love: Haunted Lovehouse                       |                              | GMA Network |
| 2004         | Magpakailanman: The Bert Marcelo Story                | Bert Marcelo                 | GMA Network |
| 2005         | Wow Hayop                                             | Himself                      | GMA Network |
| 2005-2007    | H3O: Ha Ha Ha Over                                    | Himself                      | QTV         |
| 2007         | Ful Haus                                              | Juan Miguel 'Onemig' Palisoc | GMA Network |
| 2009         | SRO Cinemaserye Presents: Reunion                     | Ricky Tienes                 | GMA Network |
| 2010         | Panday Kids                                           | Mambo                        | GMA Network |
| 2010         | My Darling Aswang                                     | Gas                          | TV5         |
| 2010-2011    | Laugh Or Lose                                         | Himself/Co-Host              | TV5         |
| 2011         | R U Kidding Me?                                       | Himself                      | TV5         |
| 2011-2012    | The Jose and Wally Show Starring Vic Sotto            | José de Leoncio              | TV5         |
| 2012–present | Celebrity Bluff                                       | Co-Host/Gangnammm            | GMA Network |
| 2013, 2014   | Vampire Ang Daddy Ko                                  | Ding                         | GMA Network |
| 2014         | Pangalawang Bukas: An Eat Bulaga Lenten Drama Special | Alex                         | GMA Network |

### Películas
- My Big Bossing's Adventure
- My Little Bossings
- D' Kilabots Pogi Brothers Weh?!
- Si Agimat, Si Enteng Kabisote, At si Ako
- Enteng Ng Ina Mo
- Atang Family
- Pak! Pak! My Dr. Kwak! (Jose's 1st movie for Star Cinema)
- Si Agimat at si Enteng Kabisote
- Love Online
- Iskul Bukol 20 Years After (Ungasis and Escaleras Adventure)
- Scaregiver
- Dobol Trobol:Let's Get Redi 2 Rambol
- Enteng Kabisote: Okay Ka Fairy Ko, The Legend
- Enteng Kabisote 2: Okay Ka Fairy Ko... The Legend Continues
- Enteng Kabisote 3: Okay Ka Fairy Ko... The Legend Goes On And On And On
- Enteng Kabisote 4: Okay Ka Fairy Ko... The Beginning of A Legend
- Fantastic Man
- Lastikman
- Oh My Ghost!
- Ispiritista: Itay, May Moomoo!
- Daniel Eskultor: Hindi umaatras sa laban